# Mauritius na Letnich Igrzyskach Olimpijskich 1992
Mauritius na Letnich Igrzyskach Olimpijskich 1992 reprezentowało 13 zawodników: sześciu mężczyzn i siedem kobiet. Był to 3 start reprezentacji Mauritiusu na letnich igrzyskach olimpijskich.

## Skład kadry

### Badminton
Kobiety
- Martine de Souza – gra pojedyncza – 33. miejsce,
- Vandanah Seesurun – gra pojedyncza – 33. miejsce,
- Martine de Souza, Vandanah Seesurun – gra podwójna – 17. miejsce,

Mężczyźni
- Édouard Clarisse – gra pojedyncza – 33. miejsce,

### Lekkoatletyka
Mężczyźni
- Judex Lefou – bieg na 110 m przez płotki – odpadł w eliminacjach,
- Khemraj Naïko – skok wzwyż – 33. miejsce,
- Kersley Gardenne – skok o tyczce – 24. miejsce,

### Pływanie
KObiety
- Corinne Leclair

100 m stylem dowolnym – 44. miejsce,
200 m stylem dowolnym – 35. miejsce,
400 m stylem dowolnym – 33. miejsce,
- Corinne Leclair, Luanne Maurice, Annabelle Mariejeanne, Nathalie Lam – sztafeta 4 x 100 m stylem dowolnym – 13. miejsce,

Mężczyźni
- Benoît Fleurot

200 m stylem dowolnym – 42. miejsce,
400 m stylem dowolnym – 42. miejsce,
1500 m stylem dowolnym – 28. miejsce,
200 m stylem motylkowym – 43. miejsce,
- Bernard Desmarais

100 m stylem klasycznym – 45. miejsce,
200 m stylem klasycznym – 45. miejsce,

### Żeglarstwo
- Marie Menage – windsurfing kobiety – 23. miejsce,